# 조르주 망지크
조르주 콘스탕 망지크(프랑스어: Georges Constant Mandjeck, 1988년 12월 9일 ~ )는 카메룬의 축구 선수로, 포지션은 미드필더이다.

## 구단 경력

### 슈투트가르트
2007년 여름, 망지크는 카지 스포츠 아카데미에서 슈투트가르트로 이적하였고, 2007년 7월 25일, 바이에른 뮌헨과의 프리미어-리가포칼 준결승전에서 89분에 안토니우 다 시우바와 교체되어 데뷔 전을 치렀다. 이 경기는 2007-08 시즌에 슈투트가르트 소속으로 출전한 유일한 경기였다.

### 카이저슬라우테른로 임대
2008년 1월 30일, 망지크는 2. 분데스리가의 1. FC 카이저슬라우테른으로 시즌이 끝날 때까지 임대되었다. 그는 2008년 2월 1일, 1-1로 비긴 보루시아 묀헨글라트바흐와의 원정 경기에서 리그 데뷔 전을 치렀고, 67분에 무사 우아타라와 교체되었다. 그는 카이저슬라우테른 소속으로 10번의 리그 경기에 출전하였고, 시즌 종료 후 슈투트가르트로 복귀하였다.

## 국가대표팀 경력
망지크는 2008년 하계 올림픽 카메룬 국가대표팀의 일원이었다. 그는 대한민국과의 조별리그 1차전에 교체 출전하여 골을 넣어 카메룬의 1-1 무승부를 이끌었다. 그는 이탈리아와의 조별리그 3차전 경기에서 두 번째 출전했는데, 무득점 무승부를 기록했는데, 이 경기에서 그는 안토니오 노체리노의 발을 밟았다는 이유로 퇴장을 당했다.